# Fusione delle campane

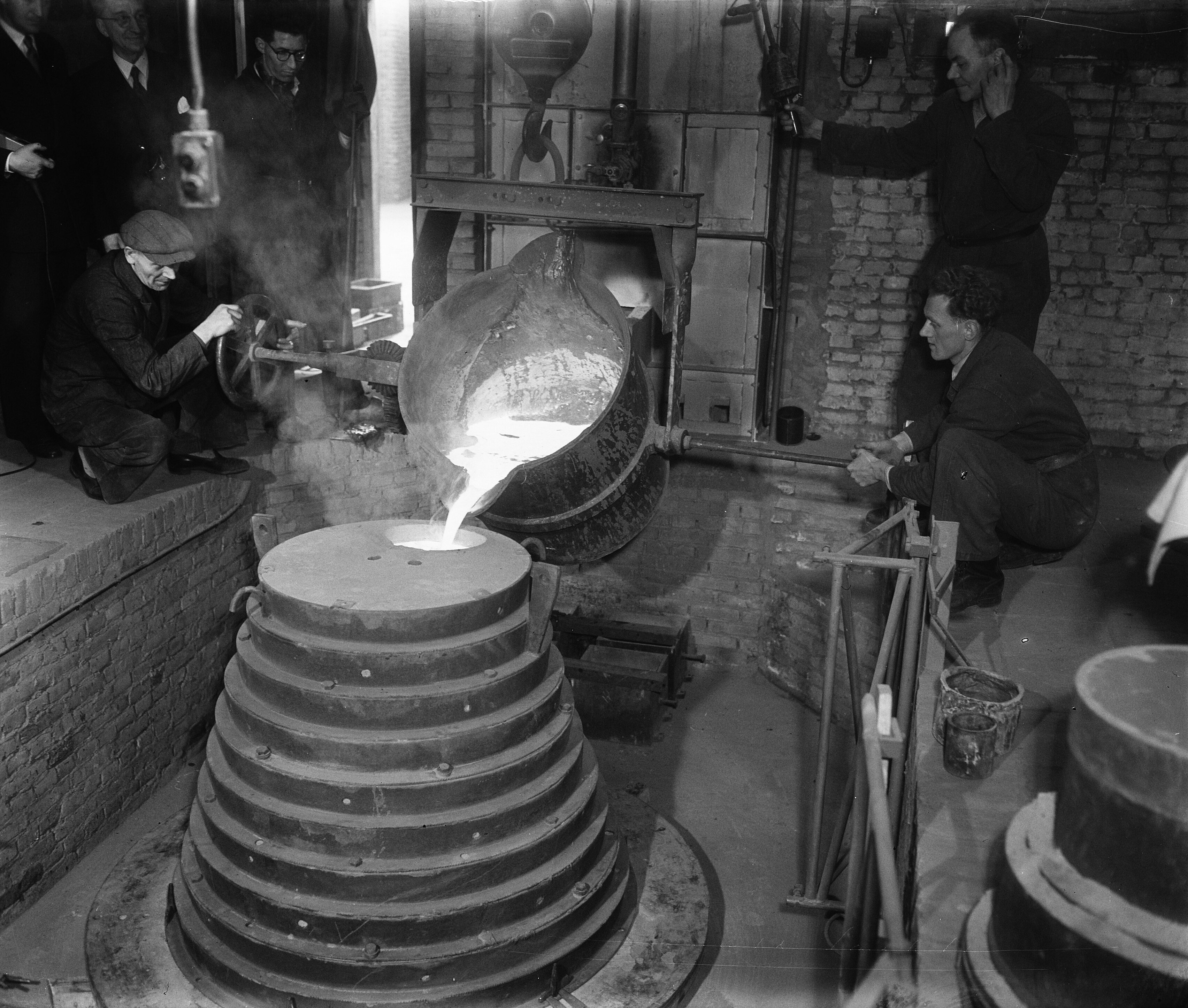
Fusione della campana per il monumento in commemorazione dei caduti nella Battaglia del Grebbeberg, nella fonderia di campane Royal Eijsbouts di Asten

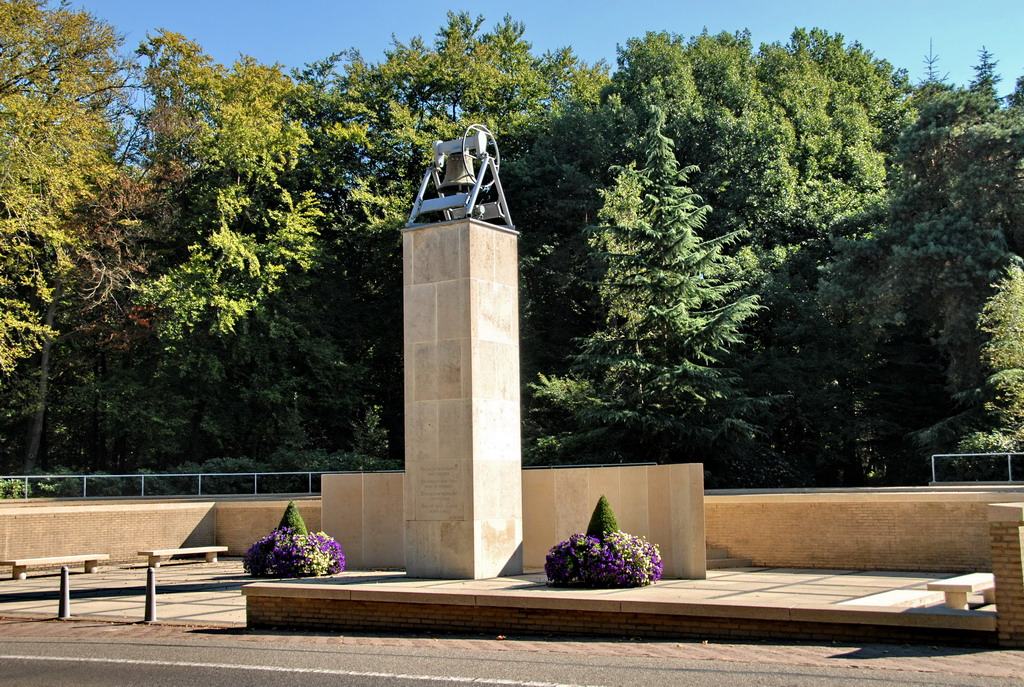
Il monumento ai caduti nella Battaglia del Grebbeberg

La fusione delle campane avviene in una fonderia di metalli. Le campane possono essere utilizzate in edifici religiosi, nelle torri dell'orologio e in edifici pubblici, sia per indicare l'ora sia per segnalare un evento, o anche come carillon musicale. Le campane di grandi dimensioni sono realizzate fondendo il metallo in stampi progettati per le altezze musicali previste. Un'ulteriore fine messa a punto viene poi eseguita utilizzando un tornio per asportare il metallo dalla campana in modo da produrre un tono distintivo suonando le armoniche musicali corrette.
La fusione delle campane nell'Asia orientale risale a circa il 2000 a.C. mentre in Europa si realizzò soltanto nel IV o V secolo. In Gran Bretagna, scavi archeologici hanno rivelato tracce di forni metallurgici, dimostrando che le campane venivano spesso fuse sul posto nelle fosse davanti a una chiesa o nei terreni circostanti. Le fonderie divennero comuni quando le ferrovie consentirono un facile trasporto di campane, portando al predominio di aziende come la Whitechapel Bell Foundry e la John Taylor & Co di Loughborough.
In altre parti del mondo sono ancora attive alcune fonderie che utilizzano metodi tradizionali mentre altre si affidano alle più recenti tecniche di fonderia. Le fonderie moderne producono campane armonicamente intonate utilizzando regole stabilite alla fine del XIX secolo; alcune di queste sono anche altamente decorative.

## Storia antica

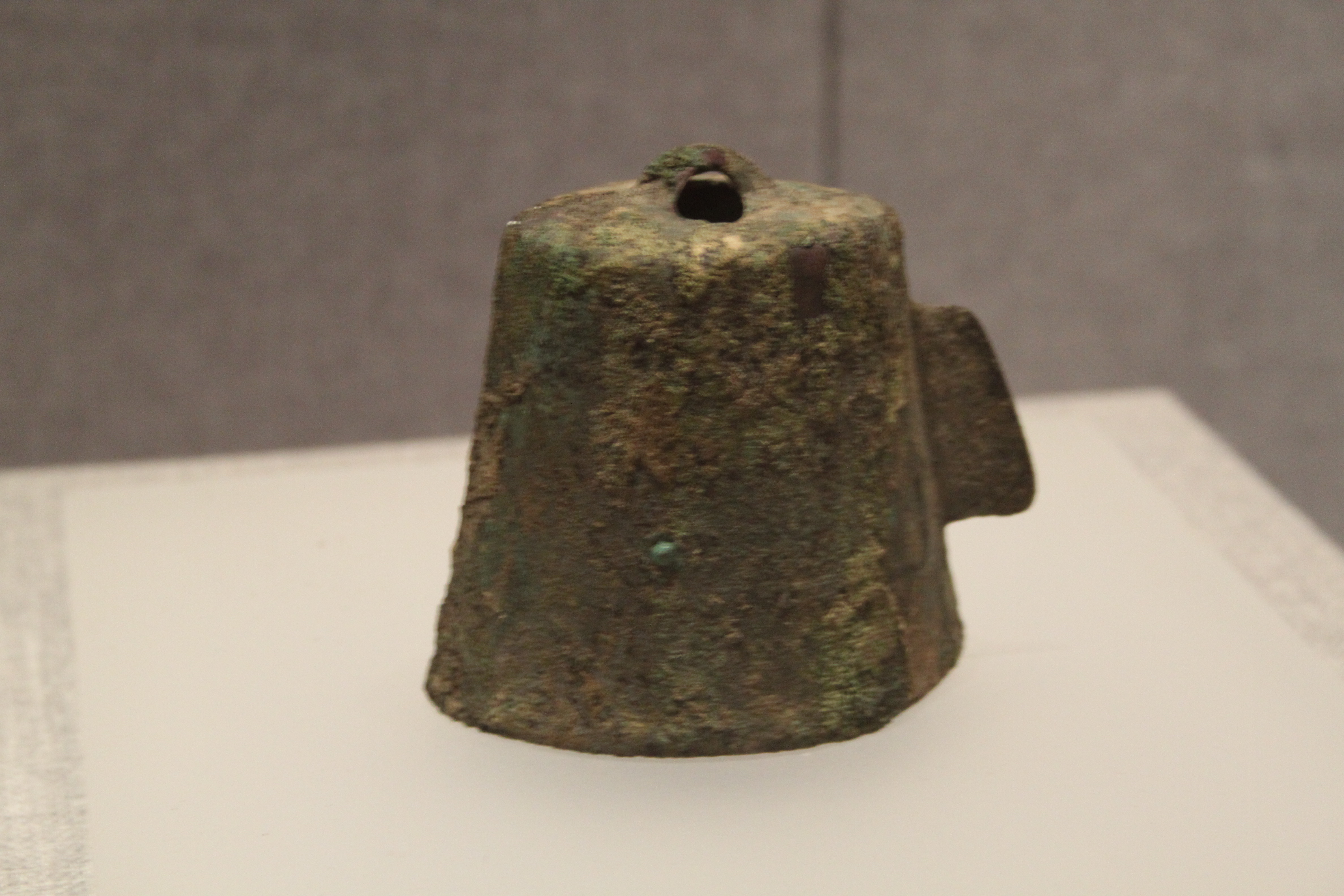
Campana di Erlitou

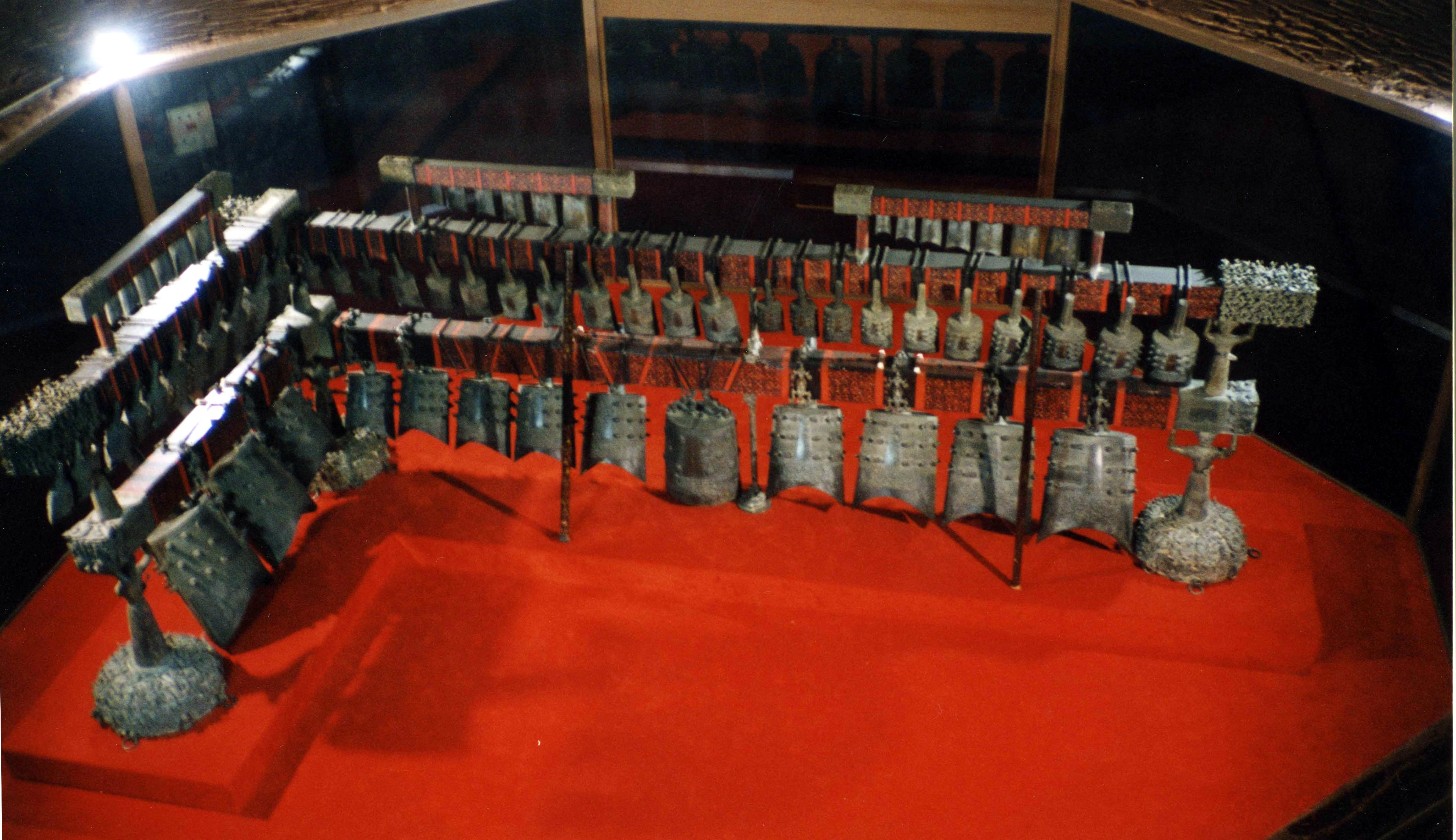
Bianzhong del marchese Yi di Zeng, datata 433 a.C.

La produzione delle campane è stata importante in tutta la storia delle antiche civiltà. Le campane orientali, note per le loro enormi dimensioni, erano alcune delle prime campane, realizzate molti secoli prima dell'età del ferro europea. Le prime campane erano fatte di ceramica, sviluppandosi successivamente nella fusione di metallo. Prove archeologiche sono presenti nella Cina del Neolitico.
Le prime campane in metallo, una trovata nel sito di Taosi e quattro in quello di Erlitou, sono datate intorno al 2000 a.C.

## Sviluppo

### Gran Bretagna
Le campane portatili arrivarono in Gran Bretagna con la diffusione del cristianesimo celtico e la maggior parte di quelle rimaste si trovano in Scozia, Galles e Irlanda. La fusione di campane in Gran Bretagna fu dovuta al monachesimo che forniva domanda e competenze nel primo periodo medievale. La presenza di grandi campane, in Inghilterra, è menzionata da Beda già nel 670 e nel VII o VIII secolo l'uso delle campane venne inserito nelle funzioni religiose. Di quasi 200 anni dopo, nel X secolo, è la prima fonte completa sulle campane. Le cronologie dell'abate Ingulf suggeriscono che Thurcytel, il primo abate di Crowland, donò all'Abbazia una campana chiamata "Guthlac", dopo di che il suo successore, Egelric il Vecchio, ordinò altre sei campane: due grandi, due di medie dimensioni e due piccole, per completare un carillon di sette. Lo stesso periodo vide altri ecclesiastici coinvolti nella fusione delle campane. Dunstano di Canterbury, "il capo dei monaci", era un esperto lavoratore di metalli e noto fonditore di campane. Due campane furono fuse sotto la sua direzione ad Abingdon che ne aveva anche altre due fuse da Æthelwold di Winchester. I metodi di modellatura mediante fusione a cera persa furono descritti dal monaco benedettino del XIII secolo Walter Odington dell'abbazia di Evesham.
L'attività di fusione delle campane proseguì alacremente data la grande richiesta. Artigiani indipendenti realizzarono fonderie permanenti in città come Londra, Gloucester, Salisbury, Bury St Edmunds, Norwich e Colchester. Sebbene questi operassero generalmente nell'immediata campagna circostante, i fonditori medievali non si limitarono alla fabbricazione di campane come unica fonte di reddito. Spesso la combinavano con mestieri correlati, come produzione di oggetti di metallo, produzione di utensili e armi da fuoco. Alcuni fonditori erano itineranti, viaggiando di chiesa in chiesa per fondere le campane sul posto.
Queste prime campane avevano un suono scadente, sia per la composizione variabile della lega sia per la mancanza di capacità di produrre la forma corretta per ottenere un tono armonico; ma nel tempo la forma della campana venne migliorata. Gli angoli della corona e dell'arco sonoro furono gradualmente appiattiti e la "vita" divenne più corta, allargandosi maggiormente verso la bocca. Sebbene i metodi di accordatura fossero ancora incerti ed empirici, furono installate serie di campane in scala diatonica presso importanti chiese parrocchiali e monasteri.
Gli scavi archeologici nei cimiteri, annessi alle chiese, in Gran Bretagna hanno rivelato delle fornaci, il che suggerisce che le campane venivano spesso fuse in loco in fosse scavate nel terreno. La campana "Gran Tom" della Cattedrale di Lincoln venne fusa nel cortile della cattedrale, nel 1610, e la grande campana di Canterbury anch'essa nel cortile della Cattedrale di Canterbury nel 1762.
Quando il getto era completato, veniva costruita una torre sopra la fossa di colata e la campana veniva innalzata direttamente sulla torre. In alcuni casi, come a Kirkby Malzeard e Haddenham, le campane venivano fuse nella chiesa.

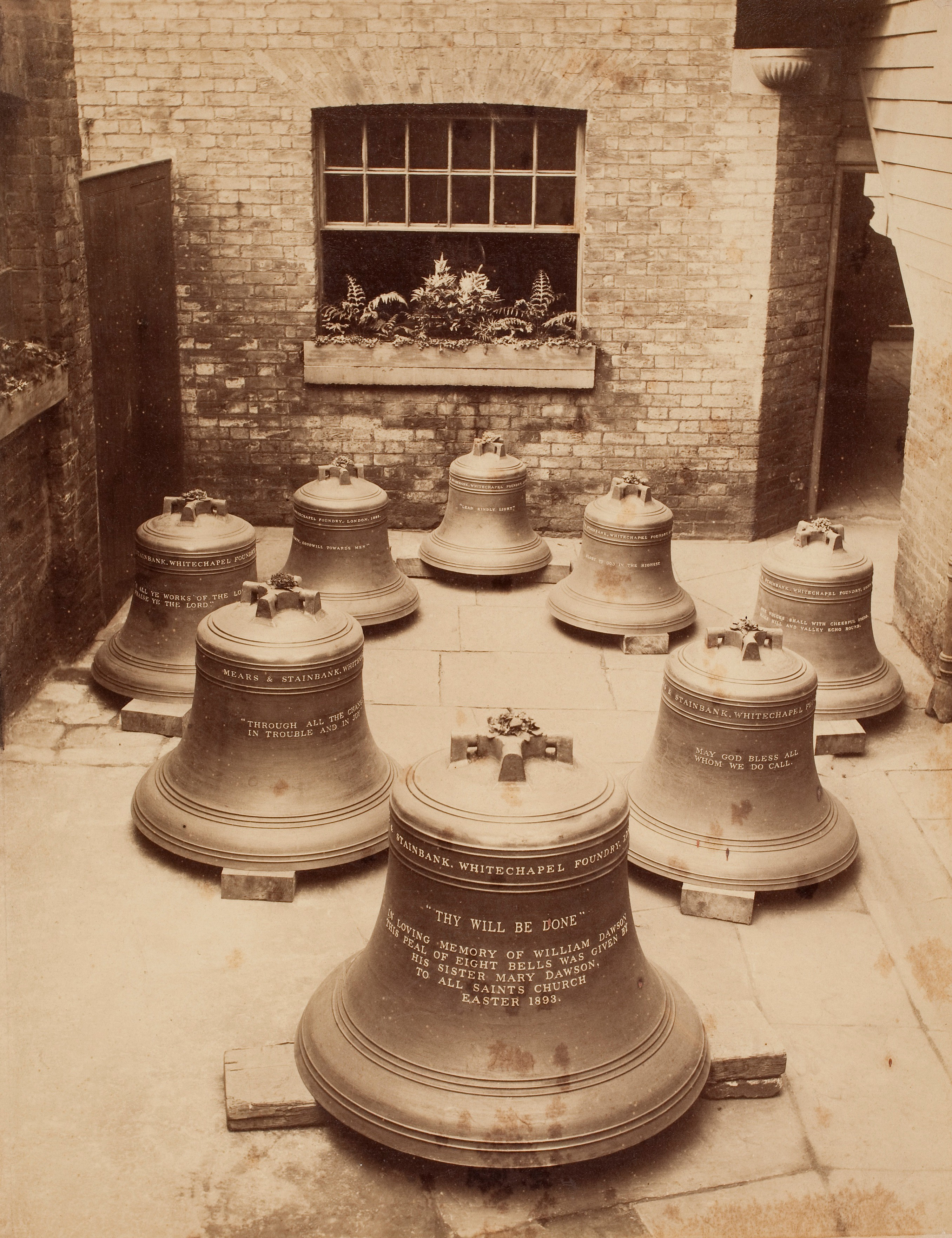
Produzione di campane nella fonderia Whitechapel, ca. 1880, Biblioteca di Stato del Nuovo Galles del Sud
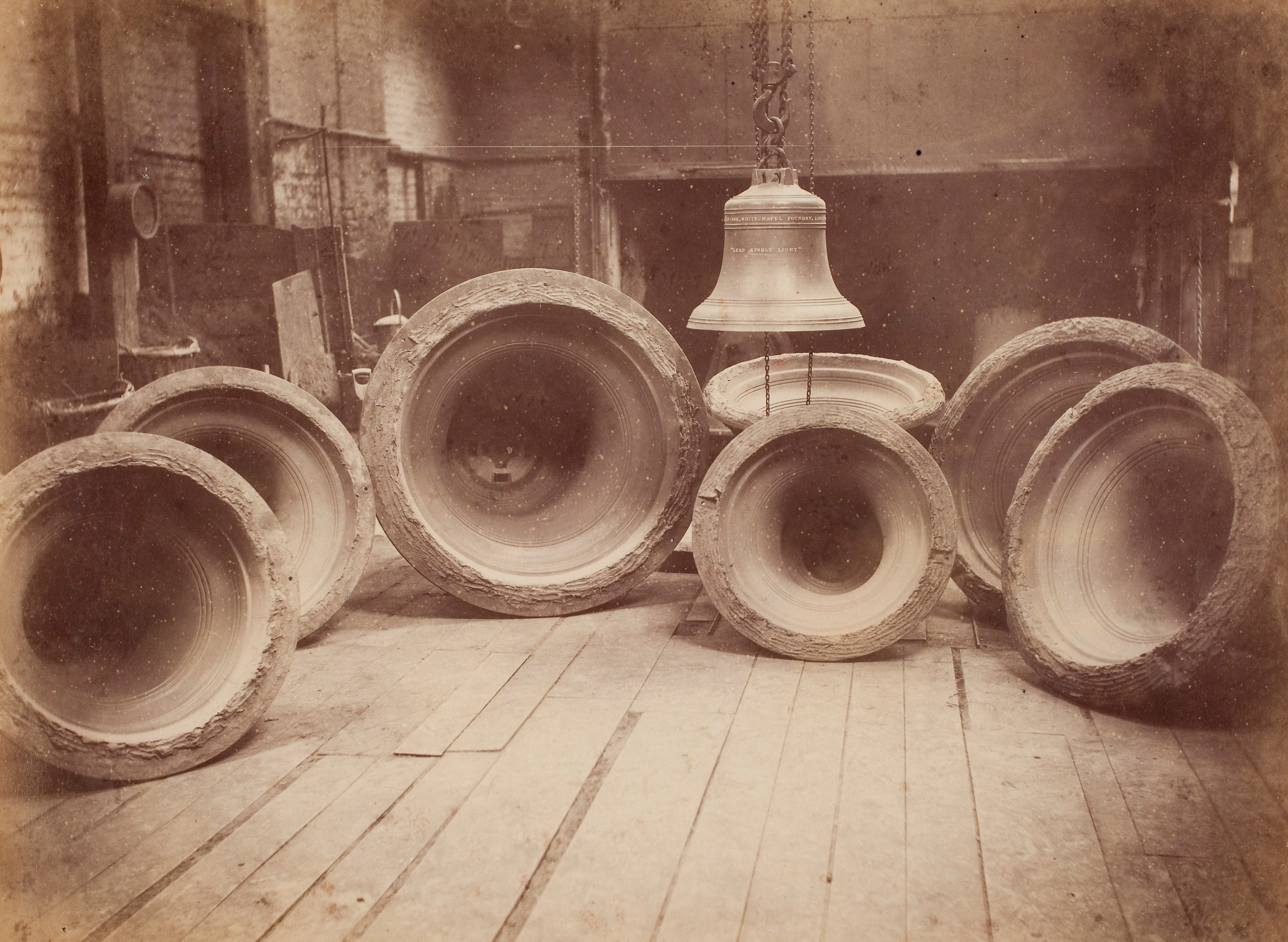
Campane per chiesa nella fonderia Whitechapel, c. 1880
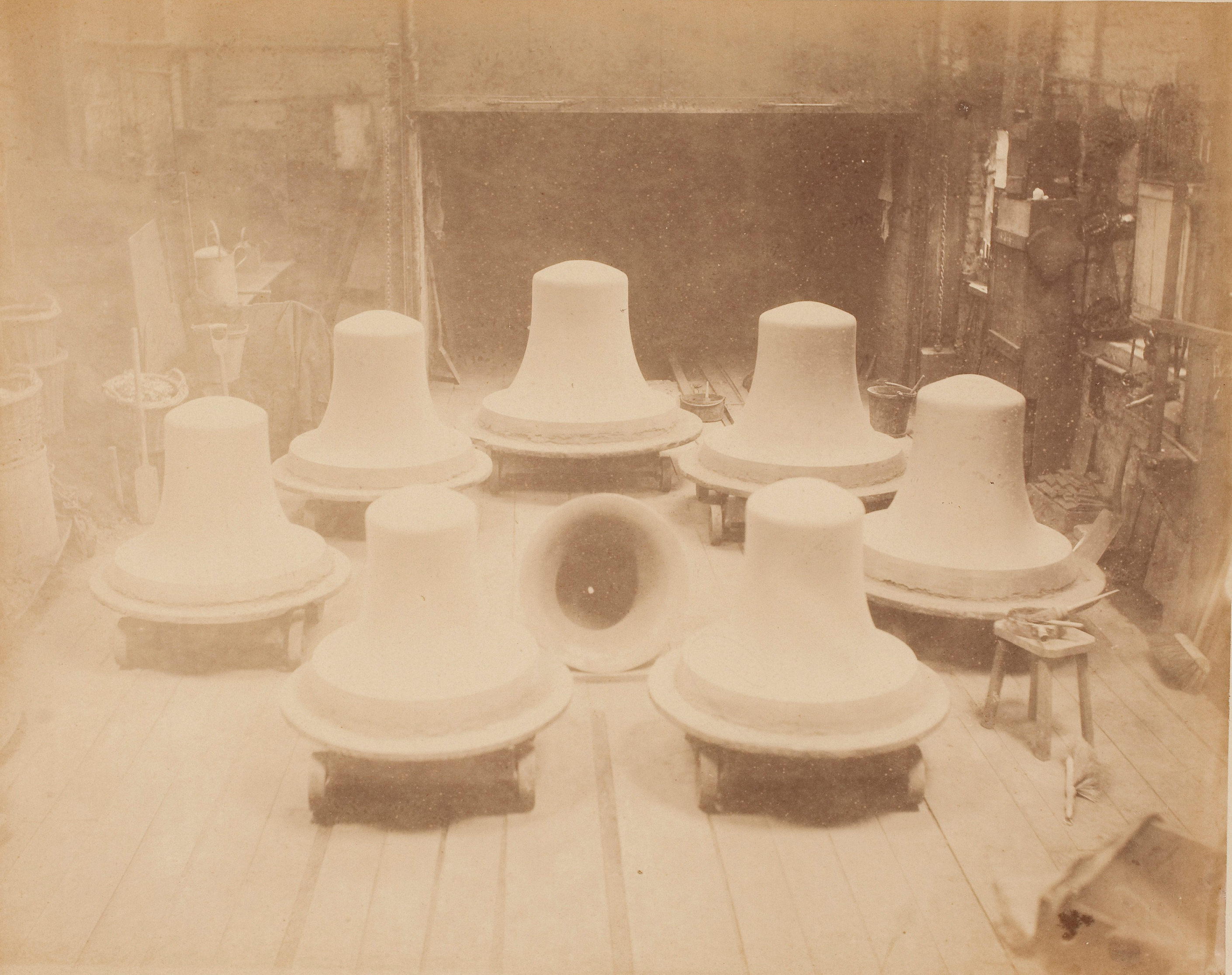
Stampi per campane da chiesa nella fonderia Whitechapel

### Italia
In Italia l'antesignana fu la fonderia Marinelli, di Agnone, della quale si hanno cenni storici già a partire dall'anno 1000 circa, periodo di grande sviluppo in Italia di chiese e cattedrali per la diffusione del culto cattolico. Le prime campane ufficiali fuse dalla fonderia Marinelli risalgono al 1339, per opera del direttore Nicodemo Marinelli, detto "Campanarus". Nei due secoli successivi, quando il Regno di Napoli passò nelle mani degli aragonesi, i Marinelli continuarono a fondere campane per le varie chiese e campanili che venivano edificati in tutta la penisola. Nel 1924 il papa Pio XI conferì alla famiglia Marinelli l'onore di avvalersi dello Stemma Pontificio perché potessero rappresentarlo sulle campane che continuavano a fondere copiosamente.

### Paesi Bassi
François Hemony (c. 1609–1667) e suo fratello Pieter, Pierre o Peter Hemony (1619–1680) furono i più grandi fonditori di campane da carillon nella storia dei Paesi Bassi. Svilupparono il carillon, in collaborazione con Jacob van Eyck, trasformandolo in uno strumento musicale a tutti gli effetti, fondendo il primo carillon accordato nel 1644. I fratelli Hemony sono considerati i primi fonditori di campane occidentali moderni che utilizzarono un approccio scientifico per fondere secondo la forma ottimale e accordare le campane ai principi armonici.

## Materiali

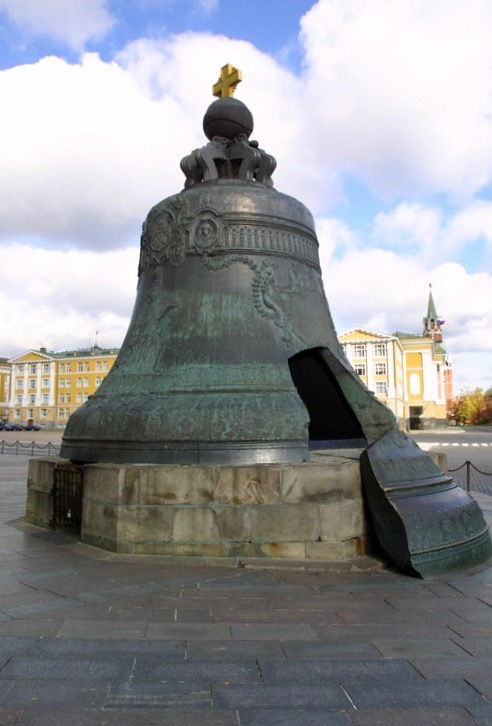
La campana dello Zar mostra crepe causate da un raffreddamento irregolare durante lo spegnimento di un incendio al Cremlino nel 1737.

### Metallo per campane
Le campane realizzate con l'intenzione di produrre un suono funzionale sono solitamente realizzate colando una lega di bronzo. Nel corso della storia è avvenuta molta sperimentazione per raggiungere i migliori risultati; le campane di Enrico II avevano quasi il doppio del rame rispetto allo stagno, mentre molto prima le campane assire di bronzo avevano dieci volte la quantità di rame rispetto allo stagno. La migliore composizione riconosciuta per la fusione delle campane è tuttavia un rapporto di circa l'80% di rame e il 20% di stagno. Questa lega è stata utilizzata per più di 3 000 anni ed è nota per la sua risonanza e il "suono attraente". Lo stagno e il rame sono metalli relativamente teneri che si deformano se colpiti. Legandoli si crea un metallo più duro e rigido ma anche con più elasticità rispetto all'uso di uno solo. Ciò consente una migliore risonanza e fa sì che la campana "vibri come una molla quando viene colpita", una qualità necessaria poiché il batacchio può colpire a velocità fino a 1 000 km all'ora.
Le forze che tengono insieme lo stagno e il rame causano vibrazioni quando viene colpita la campana, il che crea un tono risonante. Questa combinazione di metalli si traduce anche in un materiale resistente e di lunga durata, poco soggetto all'ossidazione e solo a un primo invecchiamento superficiale. Il Verdigris forma una patina protettiva sulla superficie della campana che la riveste contro l'ulteriore ossidazione. Il bronzo più duro e resistente contiene grandi quantità di stagno e poco piombo, anche se una lega con più del 25% di stagno avrà un punto di fusione basso e diventerà fragile e suscettibile a rottura.
Questo basso punto di fusione si rivelò essere la nemesi del terzo tentativo della Russia di fondere la campana dello Zar, dal 1733 al 1735. La campana, del peso di 11,5 tonnellate, non fu mai utilizzata e si fessurò durante un incendio al Cremlino nel 1737 prima che potesse essere sollevata dalla sua fossa di fusione. Il legname in fiamme cadde nella fossa di colata, e la decisione era se lasciarlo bruciare rischiando di sciogliere la campana o versarci sopra dell'acqua e rischiare di farla fessurare raffreddandola troppo velocemente. Fu scelta quest'ultima ipotesi e, come si temeva, a causa del raffreddamento irregolare, la campana rimase danneggiata. La campana attuale è a volte indicata come Kolokol III (Campana III), perché è la terza rifusione; i resti della vecchia campana furono fusi e il metallo riutilizzato per fondere la nuova campana. Questa pratica era abbastanza comune, poiché i materiali metallici erano molto costosi. Il metallo delle campane era considerato così prezioso che le prime monete di bronzo, per l'Inghilterra furono realizzate in Francia da vecchie campane fuse.

### Altri metalli
Altri materiali usati occasionalmente per la fusione delle campane sono l'ottone o il ferro. L'acciaio fu provato durante il frenetico periodo di costruzione di chiese della metà del XIX secolo in Inghilterra, per il suo costo minore rispetto al bronzo, ma si scoprì che non era durevole e la produzione cessò nel 1870. Vennero realizzate anche in vetro, ma sebbene le campane di questo tipo producessero un suono gradevole, questa sostanza essendo molto fragile non era in grado di resistere all'uso continuato.
Per tradizione popolare il metallo della campana conteneva oro e argento, come parti componenti della lega, poiché si ricorda che persone ricche e devote gettavano monete nella fornace quando le campane venivano fuse sul sagrato. Si credeva che la pratica migliorasse il suono della campana. Questo tuttavia è probabilmente errato in quanto non esistono analisi autentiche del metallo delle campane, antiche o moderne, che dimostrino che l'oro o l'argento siano mai stati usati come parte componente della lega. Se usati in larga misura, l'aggiunta danneggerebbe il tono non lo migliorerebbe. È probabile che piccole quantità di altri metalli trovati nel vecchio metallo delle campane siano impurità dei metalli usati per formare la lega.
Le campane decorative vengono realizzate con materiali quali il corno, il legname e l'argilla.

## Processo di fusione

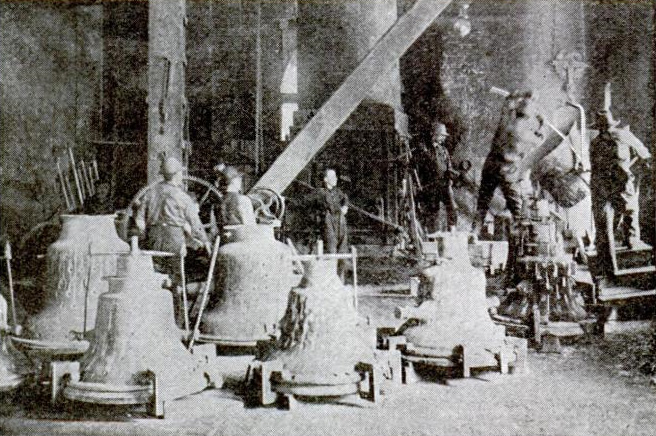
Produzione di campane versando il metallo fuso negli stampi

Il principio della fusione delle campane è rimasto sostanzialmente lo stesso dal XII secolo. Le campane sono fuse a bocca in giù, in uno stampo in due parti costituito dall'anima e da un mantello o "piviale" posto su di esse. Questi sono prodotti secondo profili precisi in modo che esista uno spazio d'aria tra loro che viene poi riempito dal metallo fuso.

### Misurazione e modellazione
Innanzitutto il profilo della campana viene calcolato in base a delle specifiche esatte per garantire che possa essere regolato correttamente. Due modelli di legno chiamati "assi strickle" vengono utilizzati per modellare l'argilla. Uno corrisponde alle dimensioni della campana esterna (chiamato custodia o piviale); l'altro a quello della campana interna (chiamata nucleo). Generalmente queste tavole sono profili sviluppati, empiricamente o mediante calcolo, per ogni dimensione di campana.

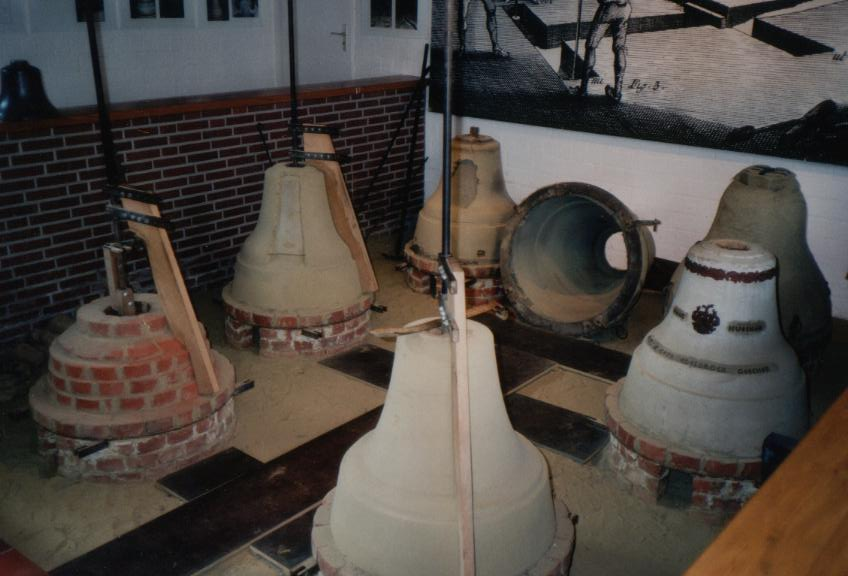
Stampi per campane nel museo delle campane (Glockenmuseum) a Gescher, Germania. Sono chiaramente visibili i listelli in legno, ruotabili, per garantire i corretti profili dello stampo.

### Costruzione dello stampo
Un modello esatto della faccia interna della campana è costruito su una piastra di base utilizzando materiali porosi come coke, pietra o mattoni. Viene quindi ricoperto prima con sabbia o terriccio (a volte mescolato con paglia e letame di cavallo) e argilla per formare un profilo liscio. È anche conosciuto come "falsa campana" e viene poi essiccato con calore delicato in un forno. La falsa campana viene poi ricoperta di cera fusa e figure e iscrizioni, anch'esse in cera, vengono applicate manualmente. La falsa campana viene verniciata con tre strati di argilla ignifuga e poi chiusa da un mantello d'acciaio sovrastante. Lo spazio vuoto tra la falsa campana e il mantello viene riempito di cemento e lasciato indurire prima che il mantello venga sollevato. La falsa campana viene tagliata via dal nucleo interno per lasciare la cera sul cemento. Eventuali avanzi della falsa campana vengono rimossi con una fiamma ossidrica. Lo stampo viene quindi posto su un fuoco di coke per sciogliere la cera rimanente e far evaporare l'acqua che si è accumulata.
Invece di utilizzare un mantello in acciaio e cemento, gli stampi interni ed esterni possono anche essere realizzati completamente in terriccio. In tal caso, gli stampi sono generalmente costruiti al rovescio: prima lo stampo interno sopra un'anima di coke, pietra o mattoni, quindi la falsa campana con decorazioni in cera come sopra e infine lo stampo esterno con anello di ferro e fibra (es. canapa) come rinforzi. A questo punto viene inserita la "graffetta" in acciaio, dalla quale penderà il batacchio. Gli agenti separatori vengono utilizzati per evitare che la falsa campana si attacchi troppo strettamente a entrambi gli stampi. Infine, dopo aver sollevato lo stampo esterno, la falsa campana può essere distrutta e lo stampo esterno riabbassato su quello interno, pronto per la colata.

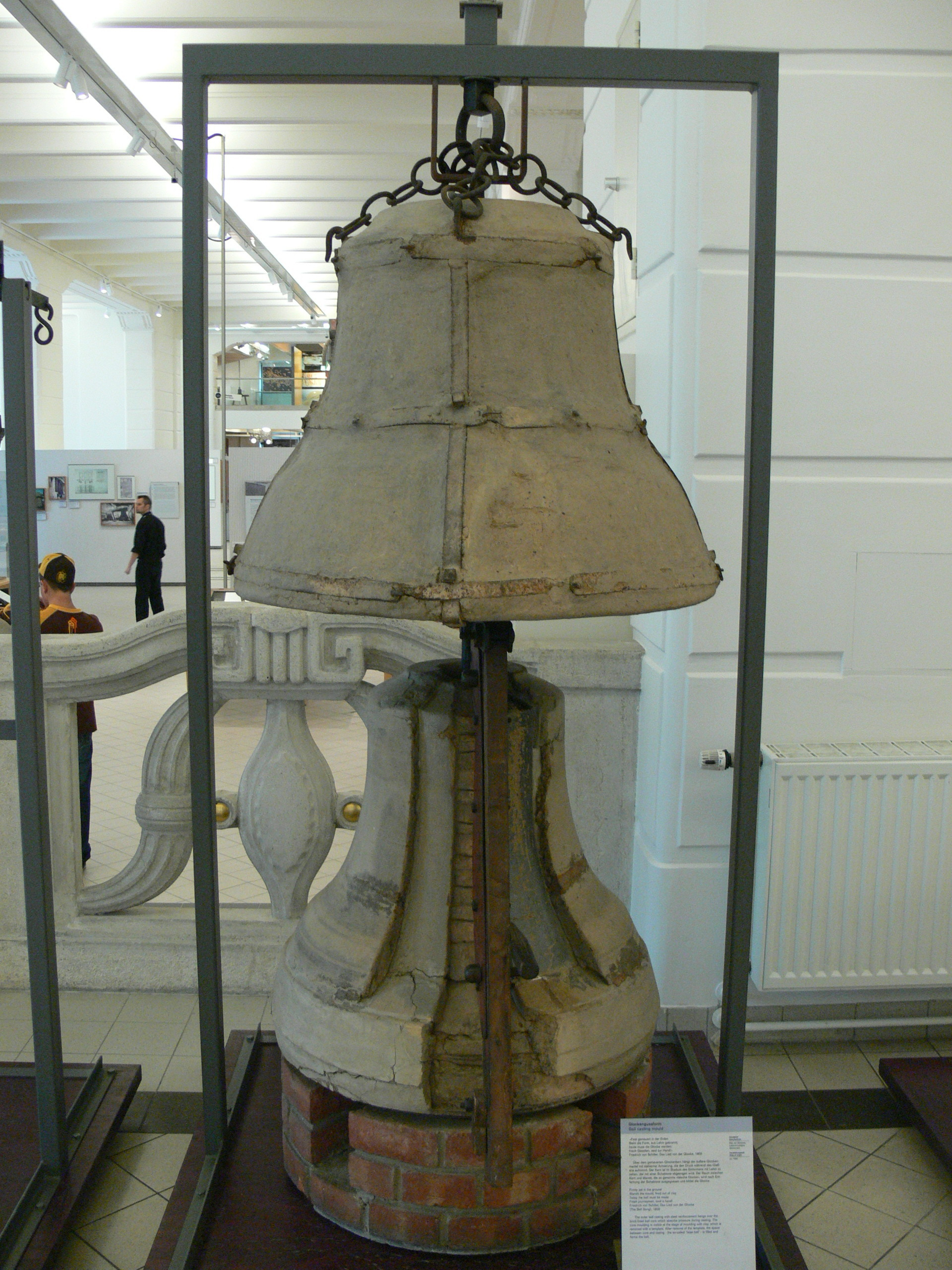
Il metodo della "falsa campana". Il nucleo ha una falsa campana di argilla modellata su di esso utilizzando tavole striate. Il piviale (in alto) è modellato attorno alla falsa campana per riceverne l'impronta. Quindi viene sollevato per rimuovere la falsa campana, come mostrato sopra. Il piviale viene quindi abbassato di nuovo sul nucleo e il metallo fuso riempie il vuoto creato.

### Versamento del metallo
Lo stampo esterno della campana, nel piviale o mantello, viene calato sullo stampo interno e i due vengono serrati insieme, lasciando uno spazio tra di loro, che verrà riempito dal metallo. Lo stampo completo si trova a volte in una fossa di colata che lo stabilizza e consente un raffreddamento più lento, o fuori terra all'aria aperta, a seconda delle tradizioni della fonderia.
Le materie prime, rame e stagno, vengono fuse in un forno fino a diventare liquide a una temperatura di circa 1 100 °C. Spesso viene aggiunto bronzo di scarto da vecchie campane, soprattutto se la campana in fase di fusione sostituisce una campana esistente, che in effetti viene riciclata.
Il metallo liquido viene schiumato per eliminare le impurità, quindi versato nello stampo, utilizzando un mestolo ribaltabile sospeso a una gru. Quando il metallo entra nello stampo, i fori nella parte superiore del mantello assicurano che i gas possano fuoriuscire, altrimenti ci sarebbe il rischio che la campana diventi porosa e suscettibile a screpolature. La porosità può svilupparsi anche se lo stampo è umido, o non è alla giusta temperatura, o il metallo che viene versato non è abbastanza caldo. La fusione può raffreddarsi anche per diversi giorni e le campane grandi possono impiegare più di una settimana a raffreddarsi. Campane piccole, quelle sotto i 240 kg, possono essere liberate dagli stampi il giorno successivo.

### Raffreddamento
Dopo che la campana e le forme si sono raffreddate, lo stampo, contenente la campana appena colata, viene sollevato dalla fossa dai perni sporgenti della cassa della campana. La piastra centrale viene sbloccata e il nucleo rotto. La campana viene quindi estratta con cura dalla custodia. A questo punto, il terriccio rimanente, aderente alla campana, viene spazzato via e la bava (metallo in eccesso), che può essersi formata sotto il bordo della campana, a causa della contrazione dello stampo in presenza di metallo caldo, viene eliminata. Questo completa il processo di costruzione.

## Messa a punto
Le campane sono fuse con profili definiti che sono stati perfezionati all'inizio del XX secolo per garantire che possano avere un'intonazione naturale rimuovendo piccole quantità di metallo per regolare le loro armoniche. Per un carillon di campane a cerchio completo, la nota di battuta di ciascuna campana deve accordarsi con la scala diatonica delle altre, per ottenere che le armoniche di ciascuna campana debbano essere accordate per armonizzarsi con la sua nota di battuta. Poiché la nota di una campana è leggermente influenzata dalle sue armoniche, questo può essere un processo iterativo. Viene effettuata una valutazione iniziale per arrivare a un passo intermedio della scala, poiché questo dipende dalle tolleranze di colata. A causa di questo compromesso, le campane di grandi dimensioni non sono quindi sempre sintonizzate sull'intonazione del concerto.
Nel corso dei secoli sono state dedicate molte sperimentazioni e prove per determinare la forma esatta che avrebbe prodotto il tono migliore. Nei primi tempi, le campane venivano profilate usando metodi empirici e l'interno della campana o il bordo del labbro veniva scheggiato per regolare l'accordatura. Con l'invenzione delle moderne macchine per la lavorazione dei metalli, ciò è stato fatto in modo più accurato utilizzando un tornio per accordatura verticale, che poteva rimuovere il metallo in qualsiasi posizione lungo la vita della campana, consentendo così l'accordatura di armoniche diverse e l'introduzione affidabile dell'accordatura armonica nel processo di produzione.
Nel processo di messa a punto il metallo può essere soltanto rimosso e non aggiunto. Pertanto una campana è fusa con un profilo leggermente più spesso di quello necessario per l'accordatura armonica. Per accordarla, viene posizionata su un tornio per accordatura verticale e il metallo viene rimosso da uno strumento da taglio mentre ruota. L'accordatore di campane deve essere altamente specializzato e precedentemente addestrato per creare l'accordatura; questa operazione ora viene fatta elettronicamente, ma richiede comunque una grande manualità nell'uso dell'utensile da taglio. Solo in questo modo le campane possono essere accordate armonicamente.
Gli armonici più forti della campana sono accordati a intervalli di ottava al di sotto della nota nominale, ma anche altre note devono essere portate in loro corretta relazione. In generale, più piccola è la campana, maggiore è l'altezza. La frequenza della nota di una campana varia con il quadrato del suo spessore e inversamente al suo diametro. Lo spessore della campana di una chiesa nella sua parte più spessa (l'"arco sonoro") è di solito un tredicesimo del suo diametro.
Se la campana è montata senza alcuna accordatura, si chiama "campana della fanciulla". Le campane russe sono trattate in questo modo e fuse per un certo tono.

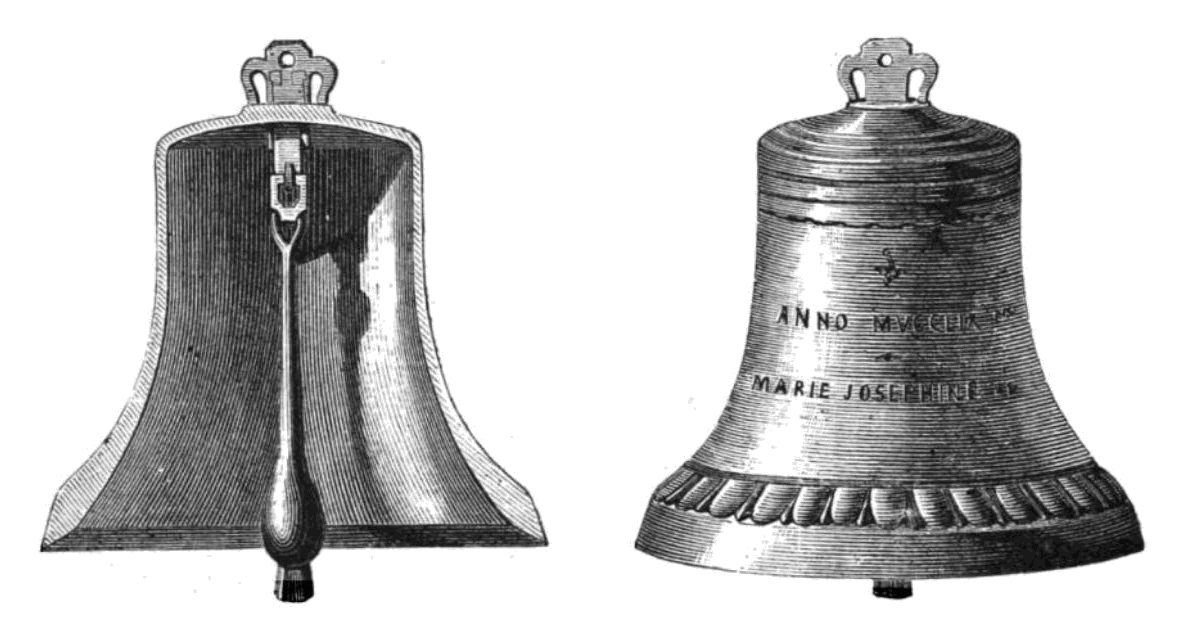
Disegno in sezione di una campana, che mostra il batacchio e l'interno. Si può vedere il profilo dello spessore della campana, che è più spesso vicino al fondo (il labbro).

## Montaggio del batacchio
Il materiale preferito per il batacchio della campana era il ferro battuto, ma poiché questo non è più ottenibile vengono ora utilizzati legno o ghisa. Il batacchio o la lingua è prodotto in un processo simile a quello della campana. Viene prestata particolare attenzione a lanciare il batacchio con il peso corretto, poiché un batacchio troppo leggero non farà risaltare i veri toni della campana e uno troppo pesante potrebbe causare la rottura della stessa. Nella parte superiore della campana sono praticati dei fori e il batacchio è fissato all'interno della campana tramite un collegamento di metallo o una cintura in cuoio. Infine la campana viene installata nella torre.